# Coryphopteris coriacea
Coryphopteris coriacea är en kärrbräkenväxtart som först beskrevs av Guido Georg Wilhelm Brause, och fick sitt nu gällande namn av Holtt. Coryphopteris coriacea ingår i släktet Coryphopteris och familjen Thelypteridaceae. Inga underarter finns listade.